# Biakoye
Le district de Biakoye  (officiellement Biakoye  District, en Anglais) est l’un des 18 districts de la Région de la Volta au Ghana.
Ce nouveau district a été nouvellement formé le 29 février 2008.

## Villes et villages du district
| - Nkonya Ahenkro |

## Sources
- (en)
- (en) Site de Ghanadistricts